# 2005年飓风卡特里娜的气象历史
飓风卡特里娜形成于2005年8月23日，这个后来极具破坏性的五级飓风当时为巴哈马附近的第十二号热带低气压。8月24日，这股热带低气压已增强为热带风暴并由美国国家飓风中心命名为“卡特里娜”（Katrina），风暴之后继续加强，在美国佛罗里达州的最南端以飓风最低标准强度登陆。
卡特里娜在穿越佛罗里达州的过程中虽然无法得到进一步增强，但仍然保持了飓风强度。经过该州领空后，墨西哥湾的温暖海水令其爆发性增强成了有纪录以来第六强的大西洋飓风。之后风暴以三级飓风强度在路易斯安那州普拉克明堂区非建制地区比勒斯（Buras-Triumph）附近登陆，然后又在密西西比州和路易斯安那州边境上实现第三次登陆。卡特里娜接下来北上穿过美国中部，最终在五大湖附近被一股冷锋吸收而消散。

## 形成
北美日间时区（简称）2005年8月23日下午17点（协调世界时同日晚上21点），巴哈马东南部海域上空形成了第十二号热带低气压，这股低气压部分来源于因附近对流层上层低压槽影响而消散的第十号热带低气压。虽然给大西洋编号的标准做法是在低气压重新生成时保留原有的编号，但卫星图像表明有另一股东风波在波多黎各以北与第十号热带低气压结合，形成了一个新的，更为复杂的天气系统，因此国家飓风中心才将其重新归类为第十二号热带低气压。与此同时，对流层上层的低压槽有所减弱，令该区域内的风切变也相应减少，从而令新的热带低气压得以发展。气象部门在之后的重新分析中确定，第十号热带低气压的下层环流已经完全瓦解和消散，只有一些残留的中层环流继续移动并与之上所述的东风波融合，因此不符合保留原有编号的标准。

## 首次登陆

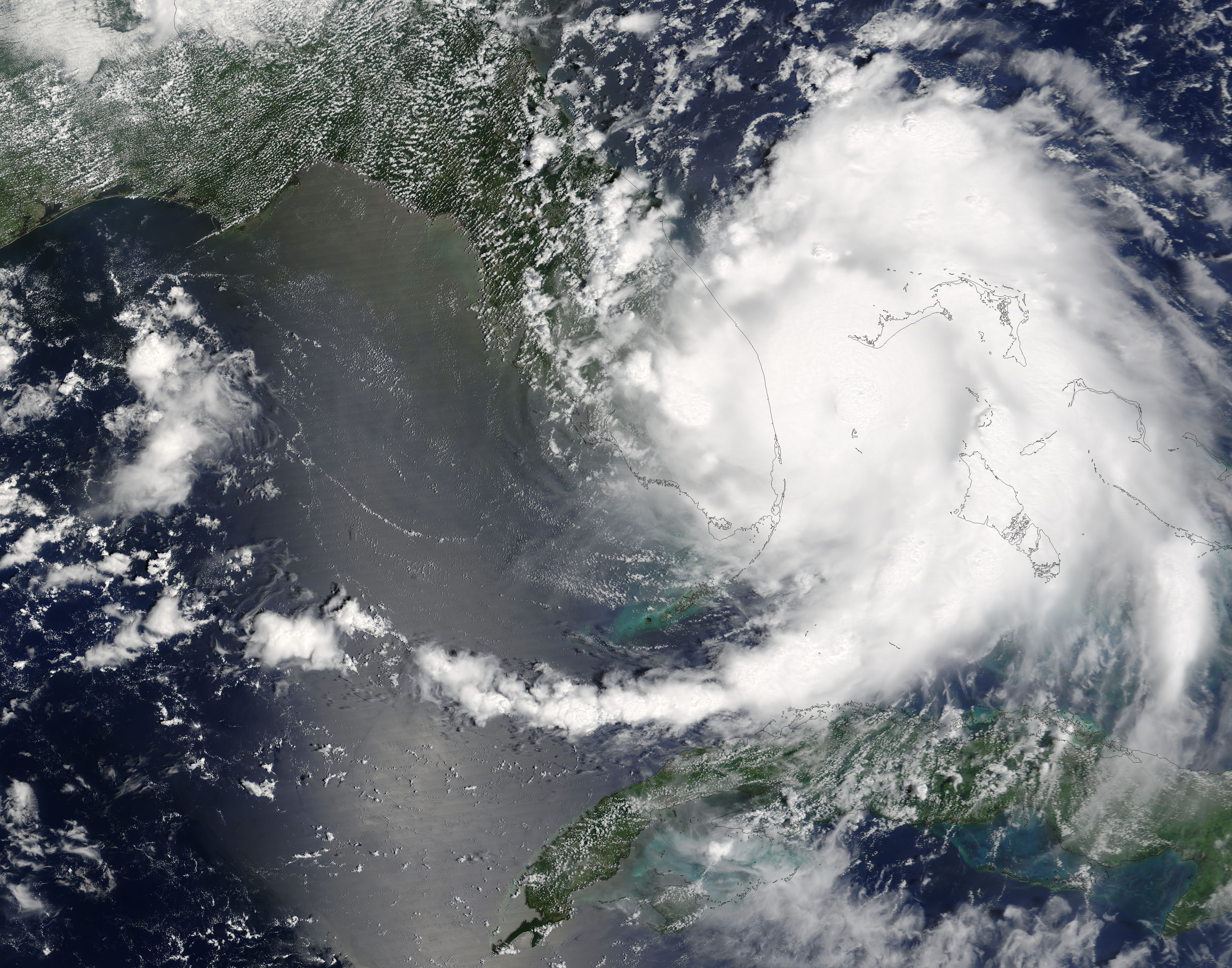
即将在佛罗里达州登陆的飓风卡特里娜。

由于周围外界环境有利，第十二号热带低气压开始增强，于8月24日早上由美国国家飓风中心升级为热带风暴并命名成“卡特里娜”（Katrina）。8月25日，风暴的对流出现爆发，并随之成为2005年大西洋飓风季的第5个飓风，这时距其在佛罗里达州的哈伦代尔海滩和阿文图拉之间登陆的东部标准时间（简称）下午18点30分（同日晚上22点30分）还差两个小时。卡特里娜以每小时130公里风速袭击了佛罗里达半岛，气象雷达显示系统中有层次分明的风眼，并且这个风眼在飓风穿越该州的过程中一直保持完整。佛罗里达礁岛群部分岛屿在整个8月26日都经受着热带风暴强度的大风，干龟群岛还短暂出现了飓风强度的狂风。

## 墨西哥湾

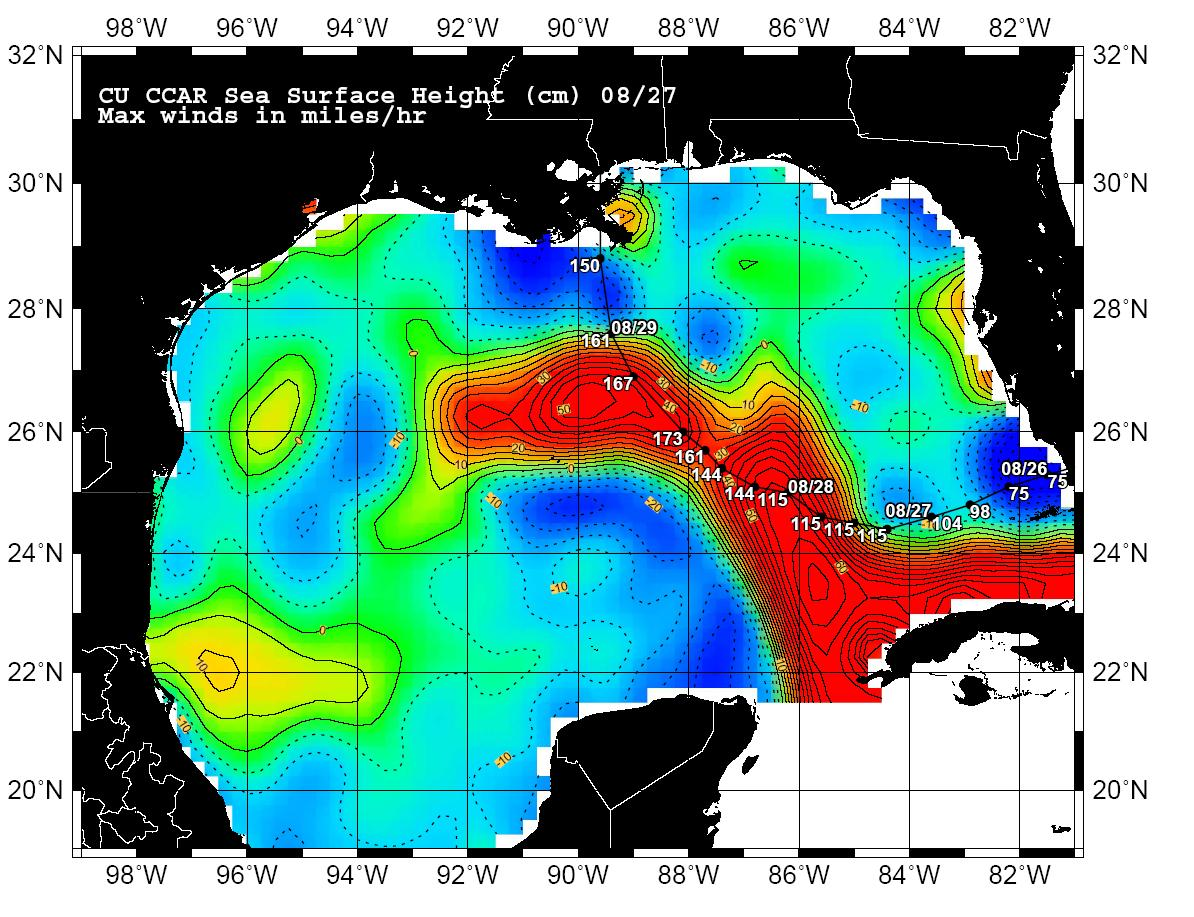
飓风卡特里娜遇到墨西哥湾暖流。

美国国家飓风中心起初预测飓风卡特里娜会在登陆后转向北上，最终于3到4天后吹袭佛罗里达州西北部的狭长地带。然而风暴实际上却继续西进并转向西南偏西，气象部门最终预测其行进轨迹将指向新奥尔良。
风暴进入墨西哥湾后立即由于风切变较少，良好的上层外流，以及墨西哥湾暖流较高的海面温度而开始爆发性增强，到了8月27日，卡特里娜已经升级为三级飓风，成为2005年大西洋飓风季的第三个大型飓风。接下来飓风进入一段眼墙置换周期，这一周期虽然令其最大持续风速的增强放缓了18个小时，但风暴的半径却几乎翻了一番。中部日间时间（简称）8月27日下午19点，飓风进入第二轮爆发性增强期，到了次日中午12点40分，卡特里娜已升级为四级飓风，最大持续风速达到每小时233公里，风暴之前还曾于8月28日早上7点达到五级飓风强度，成为继1980年大西洋飓风季的飓风艾伦以来墨西哥湾内形成的第一个五级飓风，这时距其第二轮爆发性增强期开始还只过了12小时。下午13点，卡特里娜达到最高强度，最大持续风速达每小时280公里，阵风时速更高达344公里，中心气压低至902毫巴（百帕，26.64英寸汞柱）。这一最低气压令卡特里娜成为当时有纪录以来第四强烈的大西洋飓风，不过同年晚些时候出现的飓风丽塔和飓风威尔玛都会在强度上越越卡特里娜。随着飓风逼近新奥尔良，位于路易斯安那州斯莱德尔的天气预报办公室发布了两份措辞强烈的警报。
到8月28日下午时，风暴的规模已经大到美国墨西哥湾沿岸部分地区都可以感受到热带风暴强度的大风。卡特里娜的中心距密西西比河河口还有290公里，但风暴中心向外延伸370公里外仍然有着热带风暴强度大风，中心向外170公里范围内更有飓风强度的狂风。从8月29日夜间到次日早上，卡特里娜因为进入另一轮眼墙置换周期而导致风速快速下降。内层的风眼墙在外层风眼墙完全形成前就已经瓦解也是风速下降的重要原因。在18个小时的时间里，飓风的最大持续风速就从每小时280公里降低到了每小时205公里。不过风暴登陆时带去的风暴潮仍然很高，因为卡特里娜还有四级和五级强度时就产生了超过9.1米高的狂浪，海上的一个浮标更纪录到16.7米高的狂浪，这些狂浪和风暴潮一起在三级大型飓风卡特里娜的驱使下朝墨西哥湾沿岸前进。

## 第二次和第三次登陆
8月29日早上6点10分，卡特里娜以持续风速每小时205公里的三级飓风强度在路易斯安那州普拉克明堂区非建制地区比勒斯附近实现第二度登陆。由于该区域海岸线的形状属于半岛，并且飓风刚从四级强度减弱为三级，因此当风暴的风眼还位于海面上空时，陆地上很可能就已经出现了四级飓风强度的狂风。卡特里娜登陆时气压为920毫巴（百帕，27.17英寸汞柱），从中心向外190公里外的风力都达到飓风强度，前进速度约为每小时24公里。随着风暴向路易斯安那州东海岸线行进，普拉克明堂区、圣贝尔纳堂区和圣坦曼尼堂区的斯莱德尔都受到风暴潮和风眼墙狂风的严重破坏，新奥尔良东部也遭受了沉重打击，经济损失超过10亿美元。
起初气象部门估计卡特里娜登陆时风速达到每小时220公里，属四级飓风，但实际上正如上文所述，风暴在登陆前不久减弱为三级飓风。这一减弱的具体原因暂时还未能完全确定，有可能是因为眼墙置换周期的影响，也有可能是风切变略有增强，或者是海面温度下降，风暴西部半圆的干燥空气以及与陆地的相互作用都可能导致气旋强度减弱。这与墨西哥湾以前出现过的强烈气旋发展趋势不谋而合：所有最低中心气压在小于或等于973毫巴（百帕，28.73英寸汞柱）的气旋如果会在美国墨西哥湾沿岸地区登陆，那么其登陆前的12小时内都会出现一定程度的减弱。

飓风卡特里娜第二和第三次登陆的雷达图像。

几个小时后，强度又有小幅下降的卡特里娜在路易斯安那州和密西西比州边界附近以风力时速195公里，中心气压928毫巴（百帕，27.37英寸汞柱）强度登陆，这仍然达到三级飓风标准。风暴第二次登陆时的中心气压为920毫巴（百帕，27.17英寸汞柱），表明卡特里娜是有纪录以来在美国登陆的第三强飓风，仅次于1935年劳动节飓风的892毫巴（百帕，26.35英寸汞柱）和1969年飓风卡米尔（Camille）的909毫巴（百帕，26.85英寸汞柱）。
由于风暴的规模极其庞大，因此极具破坏性的眼墙风力和风暴东北象限将高度创下新纪录的风暴潮推向海岸，冲击了密西西比州的整个墨西哥湾沿岸，该州受到卡特里娜直接破坏的包括韦夫兰（Waveland）、贝圣路易斯、帕斯克里斯琴（Pass Christian）、长滩（Long Beach）、格尔夫波特、比洛克西、海泉市、戈蒂埃（Gautier）和帕斯卡古拉，阿拉巴马州的拜尤拉巴特里也受到了直接冲击。风暴潮在贝圣路易斯达到最高的8.5米，远至阿拉巴马州莫比尔的潮水也有4米高，是当地自1917年以来所遭遇的最强烈风暴潮。风暴潮特别高存在多方面的原因，如当地的水文，飓风的巨大规模，以及风暴是在登陆前不久才有所减弱。卡特里娜向内陆进发斜穿过密西西比州的过程中给沿途造成了大面积破坏，几乎整个密西西比州都受到了严重影响。

## 消亡

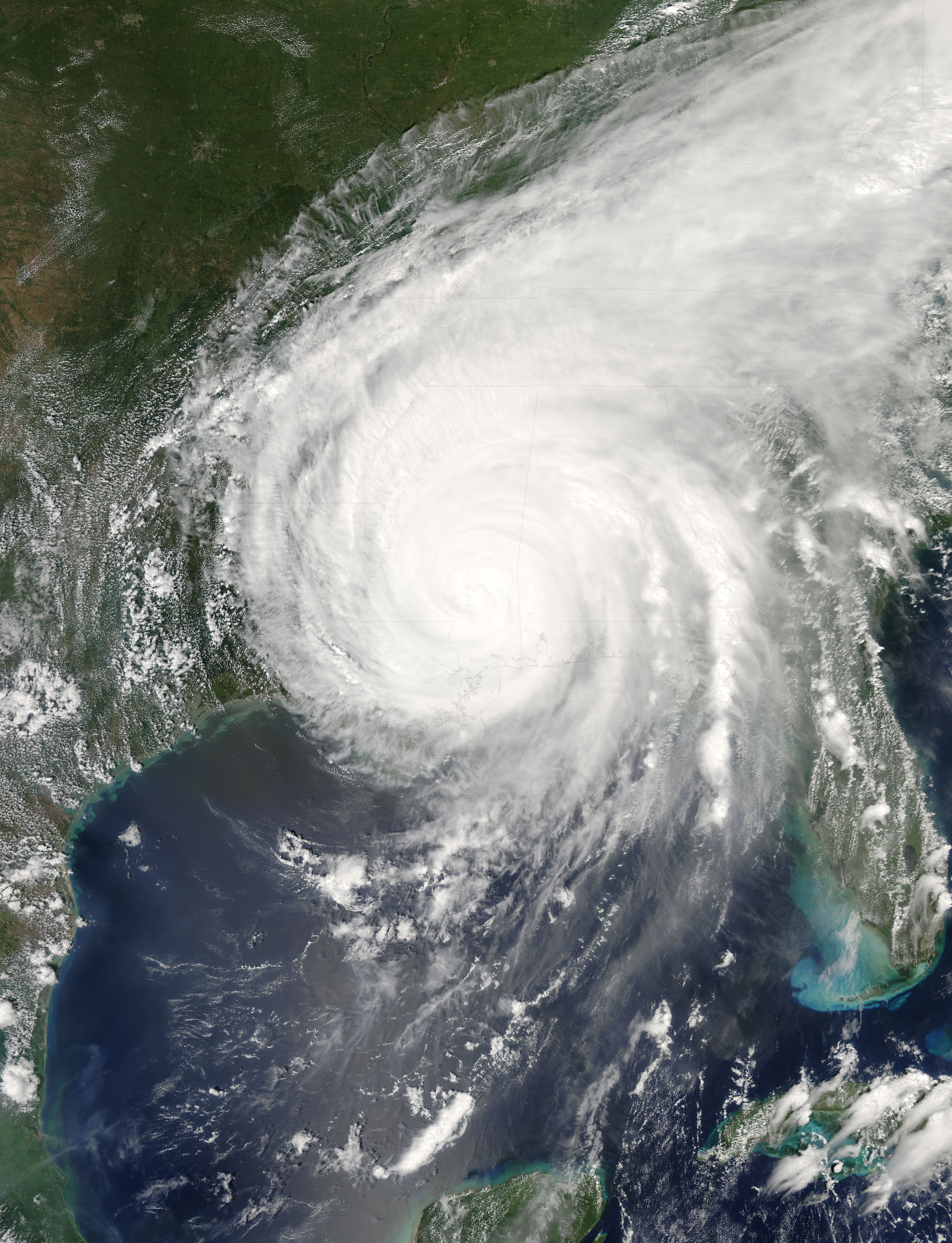
飓风卡特里娜第三次登陆后位于密西西比州上空，但仍有飓风强度。

卡特里娜在进入密西西比州领空时还保持着飓风强度，但之后就开始减弱，向内陆进发了超过240公里后，风暴强度在默里迪恩（Meridian）附近上空开始低于飓风标准，到田纳西州克拉克斯维尔附近领空时已经降级为热带低气压并分裂成两半。其中一半继续北上，对沿途的美国中部地区产生影响，一直持续到了8月31日才在五大湖东部地区上空由一股冷锋吸收，然后转变成一股强烈的温带低气压，在12小时里产生了50至170毫米降雨量，魁北克东南部和新不伦瑞克经受了时速50到98公里的烈风强度阵风。萨格內和北岸因降雨引发了道路故障无法通行。北岸区域与魁北克省其他地区的交通中断了至少一个星期。卡特里娜分裂出的另外一半经过阿巴拉契亚山脉东部，在乔治亚州中部和宾夕法尼亚州中部引起了剧烈的龙卷风爆发，导致两人死亡和数百万美元的损失。
8月31日下午19点，卡特里娜的残留低压中心完全被加拿大东南部的一股冷锋吸收，系统中不再拥有可辨识的环流。